# Pedro Ramón y Cajal
Pedro Ramón y Cajal (ur. 23 października 1854 w Larrés, zm. 10 grudnia 1950 w Saragossie) – hiszpański lekarz, ginekolog, neuroanatom. Był jednym z założycieli Towarzystwa Esperantystów Aragonii "Bractwa" w Saragossie.
Brat Santiago Ramóna y Cajala.

## Wybrane prace
- Notas preventivas sobre la estructura de los centros nerviosos. Gac Sanit Barcel. 1890;3:10–8
- Algunas reflexiones sobre la doctrina de la evolución de los corpúsculos piramidales del cerebro en la escala de los vertebrados. Rev Soc Ibér Cienc Nat (Zaragoza). 1938;36:7–15
- Origen del nervio masticador en las aves, reptiles y batracios. Trab Lab Invest Biol Univ Madrid. 1904;3:153–62
- Nuevo estudio del encéfalo de los reptiles. Madrid: Imprenta de Nicolás Moya; 1919. p. 1–25.
- El cerebro de los batracios. Trab Inst Cajal (Madrid). 1946;38:41–111